# غرنلاند (النرويج)

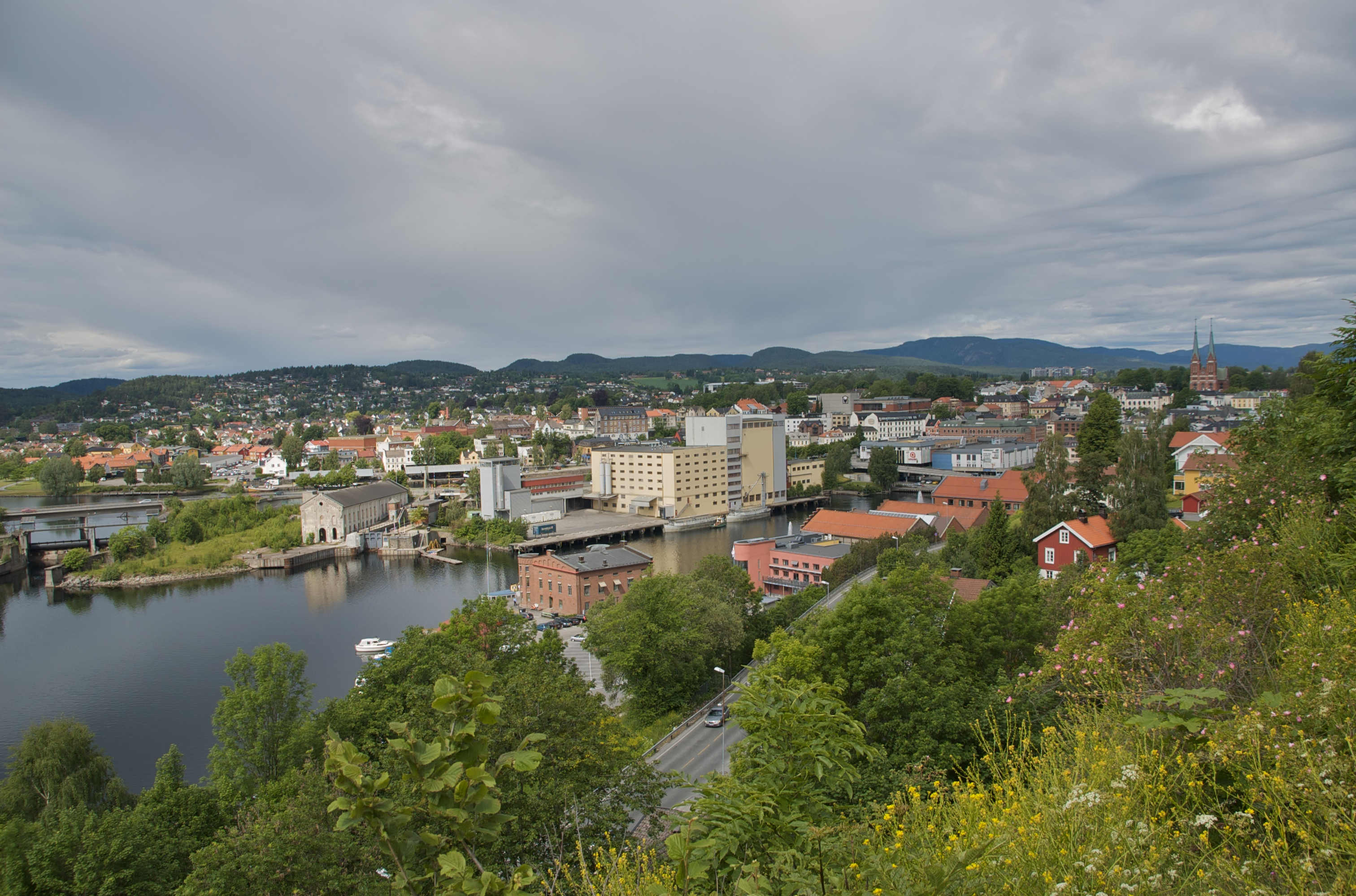

غرنلاند (بالنرويجية: Grenland) هي منطقة في مقاطعة تلمارك، في جنوب النرويج. تقع في الجزء الجنوبي الشرقي من المقاطعة، وتتكون من بلديات شين وبورشغرون وبامبله ونومه وسيليان. وأحيانا تُعتبر بلديات كراغرو ودرانغدال جزءا من المنطقة. تبلغ مساحة غرنلاند 1,794 كيلومترا مربعا، ويبلغ عدد سكانها 122,978 نسمة (في 2004)، أي ما يعادل 64٪ من سكان مقاطعة تلمارك و12% فقط من مساحتها.

## التسمية
اشتُقّ اسم غرنلاند من شعب يُسمى «غرينر» (Grener) وتعني «أرض غرينر».
| البلدية  | السكان  | المساحة كم² | الكثافة السكانية نسمة/كم² |
| -------- | ------- | ----------- | ------------------------- |
| شين      | 62,537  | 719         | 70                        |
| بورشغرون | 37,323  | 161         | 207                       |
| بامبله   | 14,163  | 282         | 50                        |
| نومه     | 6,606   | 430         | 17                        |
| سيليان   | 2,349   | 202         | 12                        |
| إجمالي   | 122,978 | 1,794       | 60                        |